# 克魯姆湖
克魯姆湖（德語：Krummer See），是德國的湖泊，位於該國東北部，由梅克倫堡-前波美拉尼亞州負責管轄，處於羅斯托克縣，長1.5公里、寬0.5公里，面積0.42平方公里，海拔高度24米。